# Концерт для фортепіано з оркестром № 4 (Бетховен)
Концерт Бетховена для фортепіано з оркестром № 4, соль мажор, тв. 58, написаний Бетховеном в період з 1804 по 1807 роки, майже в один час з Четвертою, П'ятою і Шостою симфоніями, Фантазією для фортепіано, хору і оркестру і Месою до мажор.
Складається з трьох частин:
- Allegro Moderato
- Andante con moto
- Rondo (Vivace)

Перше виконання концерту пройшло в закритому залі палацу Франца-Йосипа фон Лобковіц в 1807 році. Перше публічне виконання відбулося у Відні 22 грудня 1808 року в Театрі ан дер Він. Солістом того концерту був сам Бетховен. Це був останній виступ Бетховена як піаніста. В той день були вперше виконані П'ята і Шоста симфонії Бетховена, а також його Хорова фантазія. Після прем'єри концерт жодного разу не виконувався за життя автора. Після смерті автора вперше концерт був виконаний Мендельсоном в Лейпцигу в 1836 році.